# سومینک
سومینک، روستایی از توابع بخش رامند شهرستان بوئین‌زهرا در استان قزوین ایران است.

## جمعیت
این روستا در دهستان رامندجنوبی قرار دارد و براساس سرشماری مرکز آمار ایران در سال ۱۳۸۵، جمعیت آن ۲۱۱ نفر (۴۶خانوار) بوده‌است.این روستا تنها 10 کیلومتر با زلزله بویین زهرا فاصله داشت و آسیبی به ان نرسید .شغل اهالی این روستا دامپروری و کشاورزی بوده و محصولات مثل گردو،بادام،انگور ،شیره انگور و میوهای دیگر می باشد معروفترین شهرت در اهالی روستا شیرینعلی بوطه چالی و نوروزی و صفری و اینانلو و حیدری می باشد که به سفلی و اولیا تقسیم شده است.در سالهای 97 و 98 و 99 سرمای و برف باعث سوختن بادام و گردو گردید ولی در سال 99 تولید انگور با توجه به بارندگی خوب بالابودو قراره که پنج شنبه صبح بریم برای انگورچیدن و ریختن آن در بالای پشت بام تاکشمش تولید گردد تا بتوان صبحها آن را خورد امسال شیره نخواهیم داشت